# Zetela tangaroa
Zetela tangaroa är en snäckart som beskrevs av B.A. Marshall 1999. Zetela tangaroa ingår i släktet Zetela och familjen pärlemorsnäckor. Inga underarter finns listade i Catalogue of Life.